# Jérôme Meyer
Jérôme Meyer (* 31. května 1979 Lons-le-Saunier) je bývalý francouzský reprezentant ve sportovním lezení a boulderingu. Vicemistr světa, mistr Evropy, trojnásobný vítěz světového poháru v boulderingu. Na mistrovství Francie v boulderingu získal sedm medailí a čtyřikrát zvítězil.
V Mezinárodní federaci sportovního lezení zastává funkci sportovního manažera a účastní se setkání k pořádání závodů ve sportovním lezení na LOH 2020 v Tokiu a LOH mládeže 2018.

## Výkony a ocenění

### Závodní výsledky
- 2001: Arco Rock Master, 3.-4. místo v boulderingu
- 2004: Arco Rock Master, 5. místo v boulderingu
- 2009: Arco Rock Master, 4. místo v boulderingu
- MS 2003: 2. místo v boulderingu
- SP 2001, 2003, 2006: 1. místo v boulderingu
- ME 2008: 1. místo v boulderingu
- Mistrovství Francie: 4x 1. místo v boulderingu